# Giulio De Vita
Giulio De Vita (Pordenone, Italia, 7 de diciembre de 1971) es un dibujante de cómic italiano. Es el creador y director artístico del "PAFF! Palazzo Arti Fumetti Friuli" de Pordenone.

## Biografía
A los 16 años de edad empezó como diseñador publicitario. A principios de los años 1990 debutó como dibujante en la serie Lazarus Ledd de Ade Capone, trabajando inicialmente con su conciudadano Emanuele Barison. A mediados de la década trabajó para la editorial Liberty, realizando Liberty Swimsuit Special, con Roberto De Angelis, Alessandro Bocci y otros artistas, Il potere e la gloria, escrito por Ade Capone, y la obra colectiva Kor One Gallery. Tras dibujar varias portadas para los superhéroes de Marvel Italia, creó el personaje de Peltron, que apareció en el diario veneciano Il Gazzettino.
Realizó la portada del disco y el video de La donna il sogno & il grande incubo del grupo musical italiano 883, además de guiones gráficos para videoclips de los cantantes Vasco Rossi, Zucchero y Sting. Se ocupó de la dirección de videoclips para la productora Diamante Films de Bolonia. En 1999, colaboró en la realización de la película de animación Aida degli alberi de Guido Manuli, que se estrenó en 2001. En 2004 ilustró el primer álbum de la historieta de ciencia ficción Kylion de Disney Italia, con guion de Francesco Artibani.
En 1999, debutó en el mercado la historieta franco-belga, dibujando para Soleil Les Ombres de la Lagune, con textos de François Corteggiani (2000), para Glénat Le Décalogue, con guion de (2001), para Le Lombard James Healer, escrita por Yves Swolfs (2002-2004), Wisher, con guion de Sebastien Latour (2006-2010), y Les Mondes de Thorgal, Kriss de Valnor, guionizada por Yves Sente (2010-2015).
Para la Bonelli, en 2016 publicó un álbum especial de Tex de la colección Romanzi a fumetti Bonelli, con guion de Gianfranco Manfredi y colores de Matteo Vattani.